# Grimmia pulvinata
Grimmia pulvinata là một loài Rêu trong họ Grimmiaceae. Loài này được (Hedw.) Sm. mô tả khoa học đầu tiên năm 1807.

## Hình ảnh

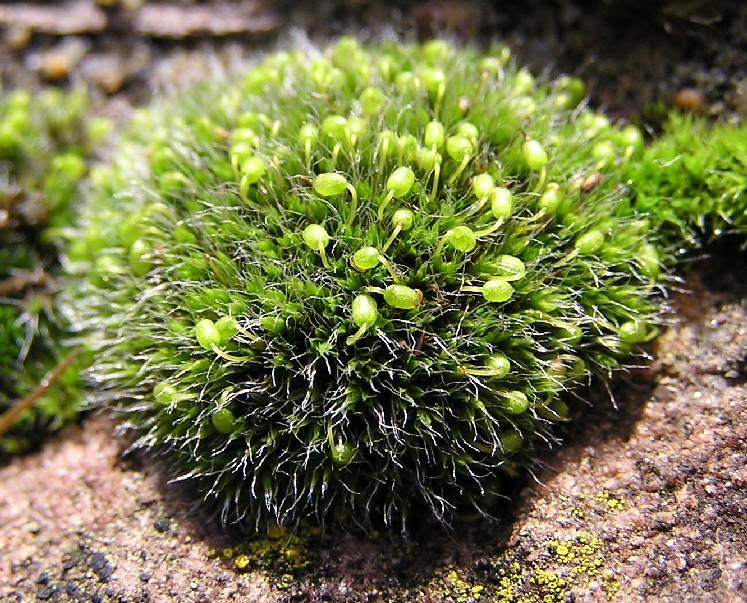
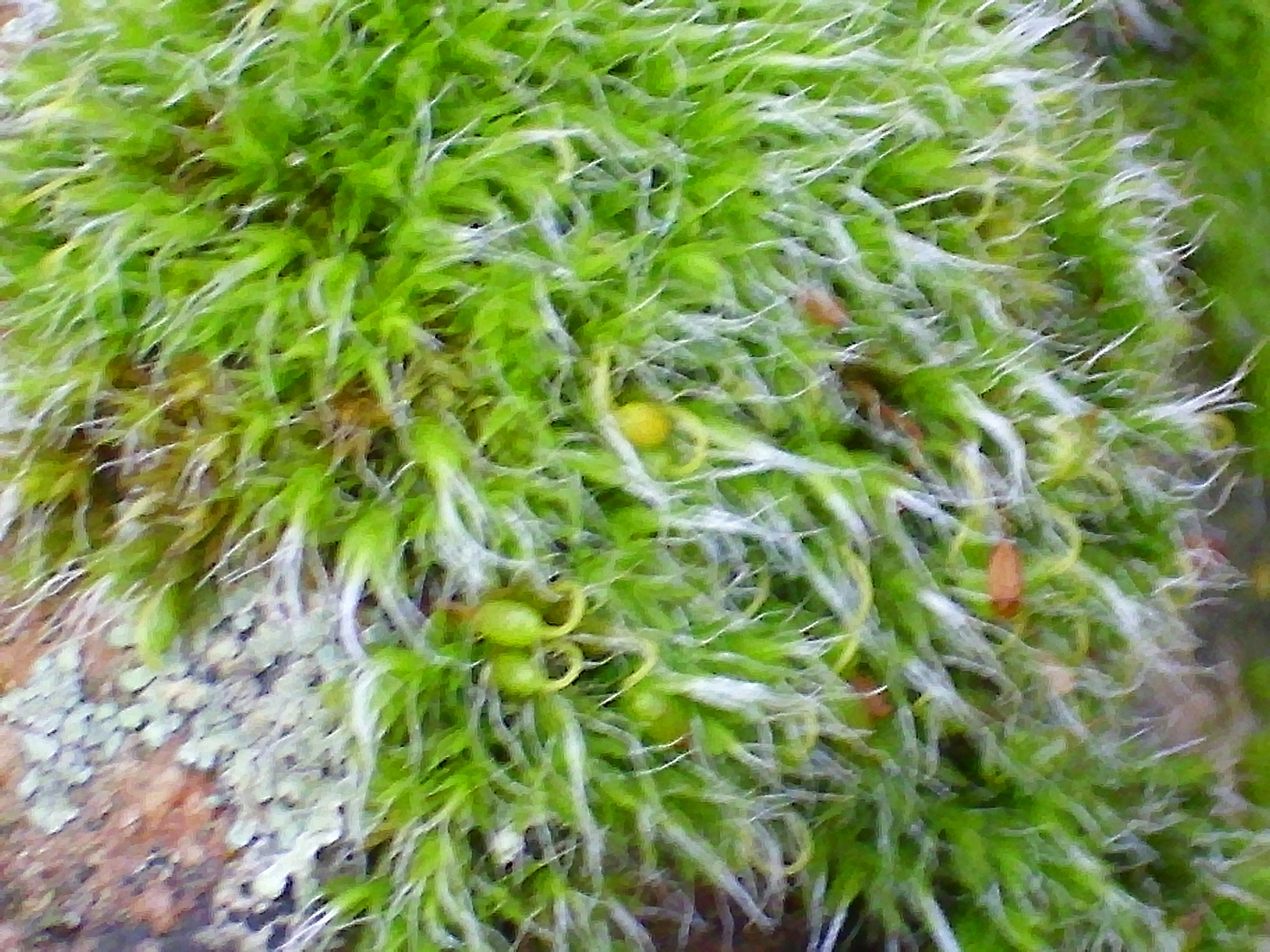
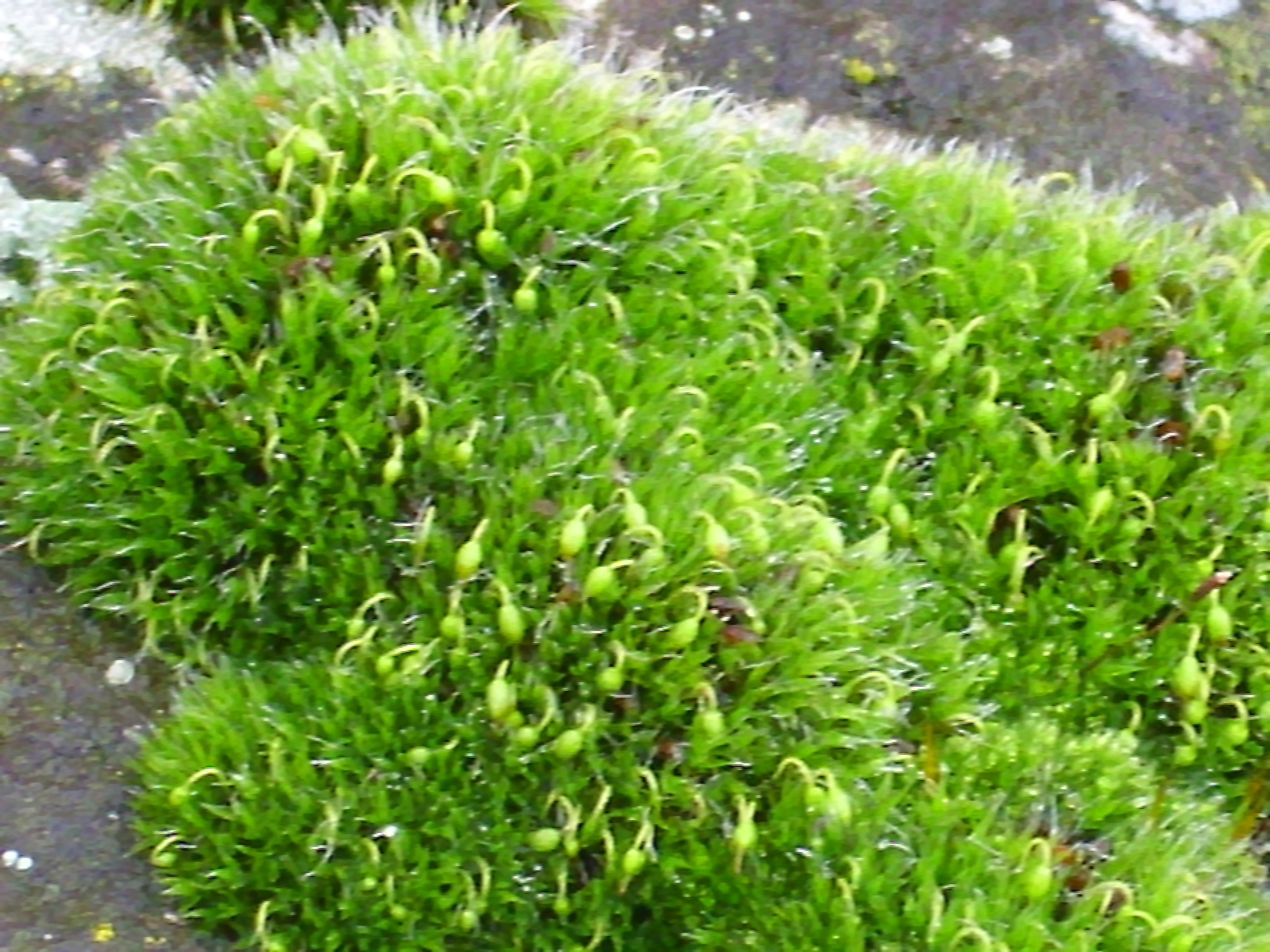
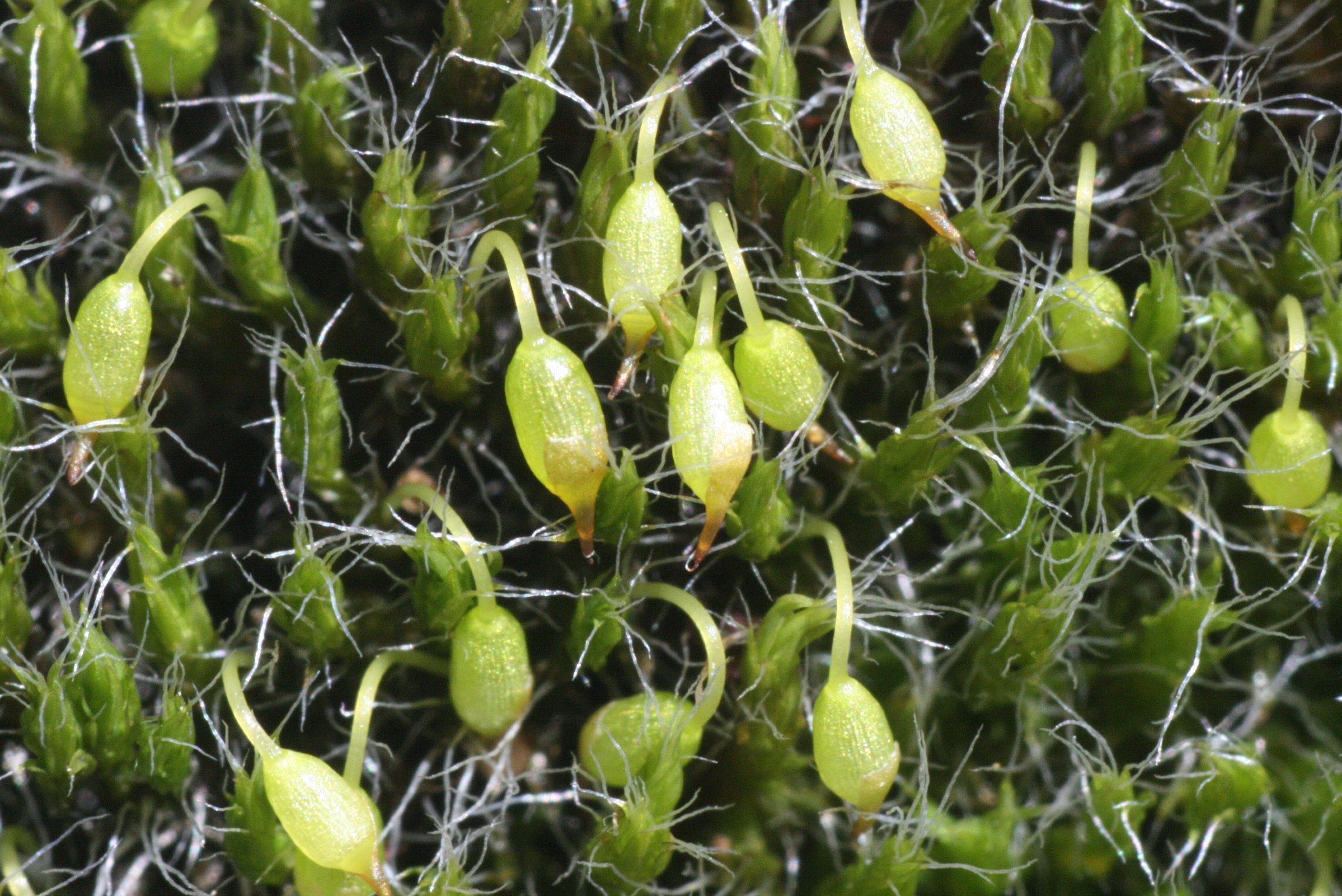